# Aarne Juutilainen
Aarne Edward Juutilainen (Sortavala, 18 ottobre 1904 – Helsinki, 28 ottobre 1976) è stato un militare finlandese che servì nella Legione Straniera Francese fra il 1930 e il 1935, guadagnandosi il soprannome di "Terrore del Marocco". Tornato in Finlandia, divenne un eroe nazionale in seguito alle sue imprese durante la battaglia di Kollaa contro l'Unione Sovietica.

## Biografia

### Primi anni
Aarne nacque a Sortavala, all'epoca parte dell'Impero russo, figlio dell'impiegato delle ferrovie Tuomas Juutilainen e di Helmi Sofia Juutilainen, nata Kauppinen. Suo fratello era Ilmari Juutilainen, pilota di caccia e maggior asso dell'aviazione finlandese. Frequentò le scuole nella città natale, dove sviluppo anche una grande passione per lo sport, praticando sci, equitazione, scherma e pesäpallo. Nel 1924 divenne membro della squadra di pesäpallo Sortavalan Viritys.
Già da giovanissimo entrò in contatto con la guerra, partecipando nel 1918 alla guerra civile finlandese aiutando a caricare i nastri delle mitragliatrici della Guardia Bianca. Dopo la guerra, l'ancora minorenne Aarne cercò di arruolarsi volontario per la spedizione di Aunus, ma i reclutatori scoprirono che aveva contraffatto il consenso scritto dei suoi genitori per potervi partecipare. Nonostante ciò, Juutilainen scelse per sé la carriera militare, frequentando la Scuola Ufficiali della Riserva nel 1925 e la Scuola Cadetti nel 1926-27, ma fu costretto ad abbandonare a causa del suo stile di vita inadatto per un ufficiale in servizio. Rassegnò le dimissioni nel 1928.

### Legione straniera
Il 20 giugno 1930 Juutilainen si recò in Francia e si unì alla Legione straniera. Fu trasferito a Fort St. Nicolas nel sud della Francia, vicino a Marsiglia, e da lì a Orano in Algeria. Trascorse del tempo in un campo di addestramento della Legione straniera nella città di Sidi Bel Abbès. Da lì fu poi trasferito a Fès e combatté in diverse battaglie contro i ribelli berberi nelle montagne dell'Atlante. A causa del suo servizio in Marocco, in seguito verrà chiamato dalle truppe finlandesi "il Terrore del Marocco".
La guerra nelle montagne dell'Atlante terminò nel 1931, ma Juutilainen prestò servizio nella Legione straniera per ben cinque anni, venendo ricompensato con la Legion d'Onore e la cittadinanza francese. Tornò in Finlandia il 20 giugno 1935, quando ormai la parte meridionale del Marocco era diventata un protettorato francese.

### Guerra d'inverno
Nel novembre 1939 l'Unione Sovietica attaccò la Finlandia, dando inizio alla guerra d'inverno. Juutilainen prestò servizio nell'esercito finlandese, distinguendosi in particolare durante la battaglia di Kollaa. Divenne celebre la sua risposta alla domanda del maggior generale Woldemar Hägglund "Kollaa reggerà?" ("Kestääkö Kollaa?"), ossia "Kollaa reggerà, a meno che gli ordini non siano di scappare" ("Kyllä kestää, ellei käsketä karkuun juoksemaan").
Durante il suo comando a Kollaa nel dicembre 1939, Juutilainen discusse con Hägglund la strategia per il fronte di Kollaa. "A meno che non ci venga detto di scappare" significava esattamente questo: una settimana prima aveva ricevuto un ordine di ritirarsi, che ignorò. In seguito, il tenente colonnello Wilhelm Teittinen, comandante del Reggimento di Fanteria 34, rese onore a Juutilainen: "Ha creato lo spirito di Kollaa". ("Hän loi Kollaan hengen").
Nel 1940 divenne capitano al comando della cosiddetta "compagnia marocchina", un'unità di "buoni tiratori e buoni sciatori" che erano stati tutti decorati al merito. Un notiziario contemporaneo ha raccontato come l'unità avesse ottenuto "vittorie sorprendenti in questo settore" durante la guerra. Gli uomini di Juutilainen lo chiamavano "papà".
Utilizzò le abilità di guerriglia che aveva imparato con la Legione straniera francese per addestrare i suoi uomini. Nel frattempo Juutilainen aveva perso un dito della mano destra a causa di una scheggia di granata russa. La 6ª compagnia del Reggimento di Fanteria 34, un'unità guidata da Juutilainen, comprendeva anche il leggendario cecchino Simo Häyhä, noto come la "Morte bianca".

### Guerra di continuazione
Durante la fase offensiva della guerra di continuazione Juutilainen prestò servizio come comandante di compagnia e comandante di battaglione, inquadrato nel Reggimento di Fanteria 9. In seguito servì come comandante del Gruppo di Battaglia Juutilainen. Il futuro comandante in capo delle Forze di difesa finlandesi, Yrjö Keinonen, fu comandante di una delle compagnie dell'unità.
Dopo le feroci battaglie del 1942, Juutilainen fu trasferito al comando del Reggimento di Fanteria 9, presso il quale prestò servizio durante il periodo della guerra difensiva, dal 1942 al 1944. Nel frattempo venne anche promosso al quartier generale della 7ª Divisione, posizione che mantenne per circa un anno prima di essere rimandato in prima linea. Il trasferimento era dovuto alla "continua ubriachezza e al pestaggio di un uomo sotto il suo comando nell'aprile 1944", secondo il Diario delle Punizioni degli ufficiali della 7ª Divisione. Mentre serviva come comandante del quartier generale della divisione, l'azione e l'eccitazione della battaglia furono sostituite dall'alcol, che veniva consumato in quantità considerevoli. Era divenuto noto come un uomo nervoso e feroce, che non piegava la testa davanti a nessuno. Era anche conosciuto per aver sparato ai piedi di un soldato che aveva discusso i suoi ordini, mentre in prima linea si prendeva cura dei suoi uomini, era giusto e rispettato dai suoi subordinati.
Nell'estate del 1944 Juutilainen partecipò ancora una volta ai combattimenti, guidando una compagnia in direzione di Loimola, e vi si trovava anche quando all'inizio del settembre 1944 fu siglato l'armistizio.

### Guerra di Lapponia
Come capitano durante la guerra di Lapponia, Aarne Juutilainen partecipò alle prime fasi del monitoraggio della ritirata della 20. Armata di montagna tedesca insieme al suo reggimento, dal quale i riservisti erano già stati rimpatriati. Il battaglione di Juutilainen seguì i combattenti tedeschi in ritirata a Karesuvanto e a Lätänen, finché il capitano Aarne Juutilainen non ricevette un avviso che avrebbe dovuto presentare domanda formale di dimissioni dalle forze di difesa finlandesi nel dicembre 1944.

### Ultimi anni e morte

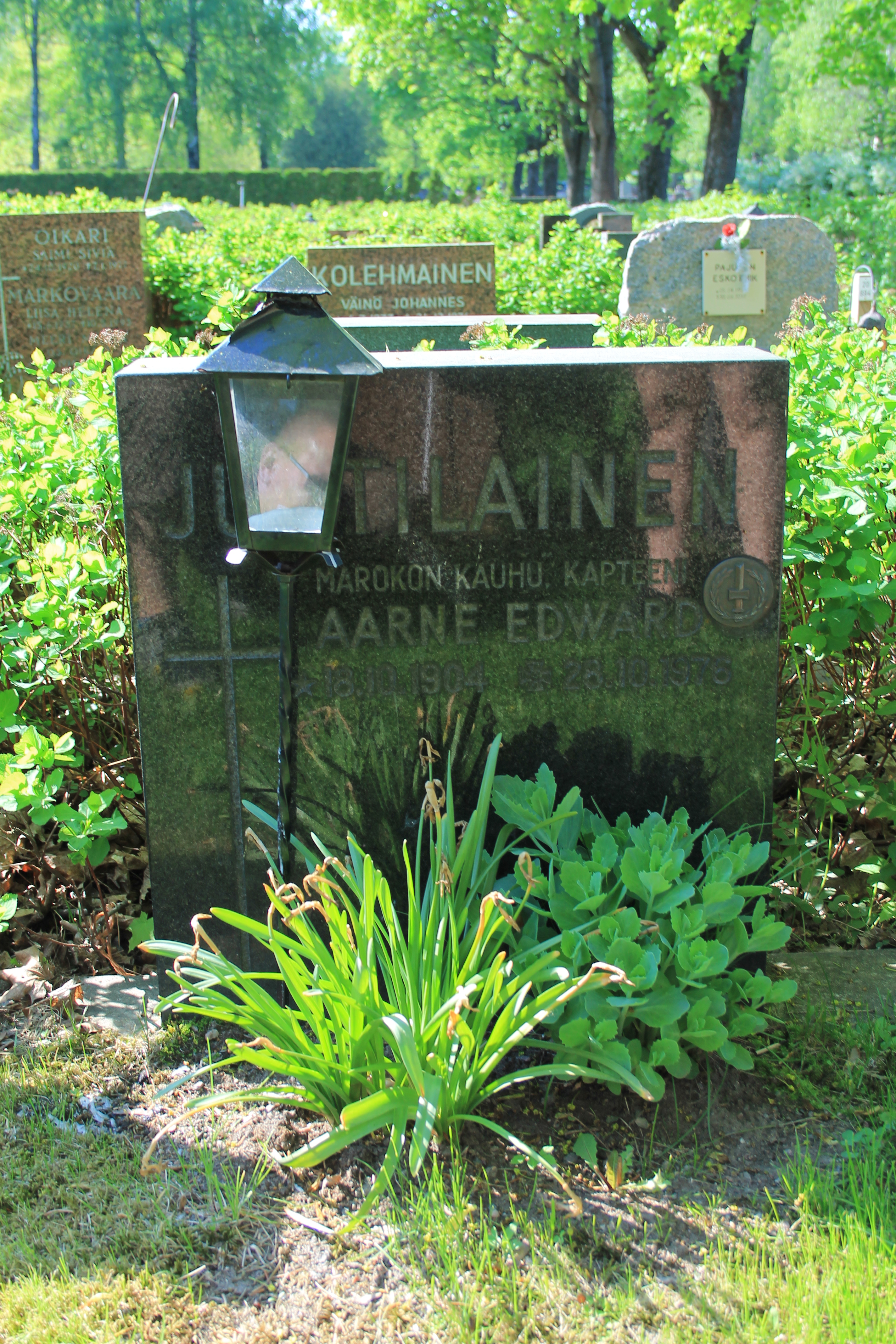
La tomba di Aarne Juutilainen al cimitero di Malmi

Dopo la fine della guerra, Juutilainen si trovò in difficoltà con il tempo di pace, cadendo nell'alcolismo. Si stabilì a Helsinki, dove si manteneva con vari lavoretti. Olavi Juutilainen, figlio di suo fratello Ilmari, descrive suo zio Aarne come segue:
Aarne era innegabilmente un soldato senza paura, ma è stata dipinta un'immagine troppo romanzata di lui. La sua condotta era inappropriata per un ufficiale sia in pace che in guerra. Ha minacciato e puntato contro i suoi uomini la pistola. Come hanno detto gli uomini, Aarne aveva più spesso la pistola in mano che nella fondina. Anche mio padre non era esemplare in tutto. Ha tradito mia madre in pubblico e in seguito ha anche lui ceduto all'alcol. I miei genitori hanno divorziato quando avevo 10 anni. Tuttavia, Illu [Ilmari] era felice e divertente, Aarne era una persona cattiva. Tuttavia, mio padre aveva una presa inspiegabile su Aarne quando usciva di senno. Mio padre garantì anche i debiti di Aarne.
Il maggiore Ahti Vuorensola, un compagno d'armi durante la battaglia di Kolla, aiutò Juutilainen il più possibile. Aarne Juutilainen morì da solo in una casa di cura a Helsinki il 28 ottobre 1976, all'età di 72 anni. Fu sepolto nel cimitero di Malmi.